# Lucasium microplax
Lucasium microplax — вид геконоподібних ящірок родини диплодактилідів (Diplodactylidae). Ендемік Австралії.

## Поширення і екологія
Lucasium microplax поширені у внутрішніх районах Австралії, переважно в Південній Австралії, а також на сході Західної Австралії, на півдні і в центрі Північної Території, в Квінсленді (від пустелі Сімпсон на схід до Національного парку Велфорд та на крайньому північному заході Нового Південного Уельсу. Вони живуть в місцевостях з твердими кам'янистими або піщаними ґрунтами.